# Courchaton
Courchaton korábbi község (település) Franciaországban, Haute-Saône megyében. 2025. január 1-jén Georfans és Vellechevreux-et-Courbenans községgel egyesült és Belles-Fontaines új község része lett.
Lakosainak száma 445 fő (2022. január 1.). Courchaton Vellechevreux-et-Courbenans, Accolans, Geney, Marvelise, Onans, Georfans és Grammont községekkel határos.

## Népesség
A település népességének változása:
| Lakosok száma | 455  | 452  | 461  | 449  | 438  | 441  | 442  | 444  | 445  |
|               | 2013 | 2015 | 2016 | 2017 | 2018 | 2019 | 2020 | 2021 | 2022 |